# 天津增十二
天鵝座42，又名BD+35 4141，HD 195324、SAO 70096、HR 7835，是天鵝座的一颗恒星，视星等为5.88，位于銀經75.85，銀緯-1.47，其B1900.0坐标为赤經20h 25m 31.5s，赤緯+36° -1.47′ 15″。